# Julie Hanusch
Julie Hanusch (* 21. April 1878 in Haniowitz, Mähren als Julie Winter; † 31. Oktober 1949 in Freital) war eine Textilkünstlerin und Ehefrau von Karl Hanusch.

## Leben
Als Tochter wohlhabender Eltern (Brauereibesitzer) wird sie zunächst von Privatlehrern erzogen. Nach dem Tode ihrer Mutter (1891) kommt sie auf eine höhere Töchterschule in Dresden. Danach wohnt sie bei ihrem Vater in Wien und begleitet ihn in die Heilbäder Europas.
Auf Empfehlung von Carl Bantzer nimmt sie vorübergehend Privatunterricht im Malen bei Karl Hanusch in Dresden, später bei Reinhold Klaus in Wien.
Die umfangreiche Farbpalette von Garnen und deren geringes Gewicht auf Reisen bringt sie zur „Malerei mit der Nadel“.
Nach dem Tode ihres Vaters heiratet sie 1923 den Maler und Graphiker Karl Hanusch, der von 1922 bis 1933 Direktor der Kunstschule für Textilindustrie in Plauen/Vogtl. war.
Aufgrund der zunehmenden Hetze gegen Nichtarier übernimmt sie ab 1938 die Pflege ihrer Schwester in Brünn/Mähren. Von dort wird sie unerwartet im April 1942 nach Theresienstadt deportiert. Sie überlebt das Ghetto und kann im August 1945 zu ihrem Ehemann nach Freital zurückkehren.

## Werke
- Slowakische Eva, Fadenmalerei, 95 cm × 95 cm, um 1941, Privatbesitz
- Frau Minne, Fadenmalerei, 21 cm × 12 cm, Privatbesitz
- Ritter und Tod, Fadenmalerei